# Маол (Сондрио)
Маол је насеље у Италији у округу Сондрио, региону Ломбардија.
Према процени из 2011. у насељу је живело 31 становника. Насеље се налази на надморској висини од 1532 м.